# Marta Irene Lois González
Marta Irene Lois González, nascuda a Vigo l'any 1969 i resident a Santiago de Compostel·la, és una professora universitària, politòloga i política gallega.

## Trajectòria
Es va graduar a la Universitat de Santiago de Compostel·la i és professora a la Facultat de Ciències Polítiques d'aquesta universitat.

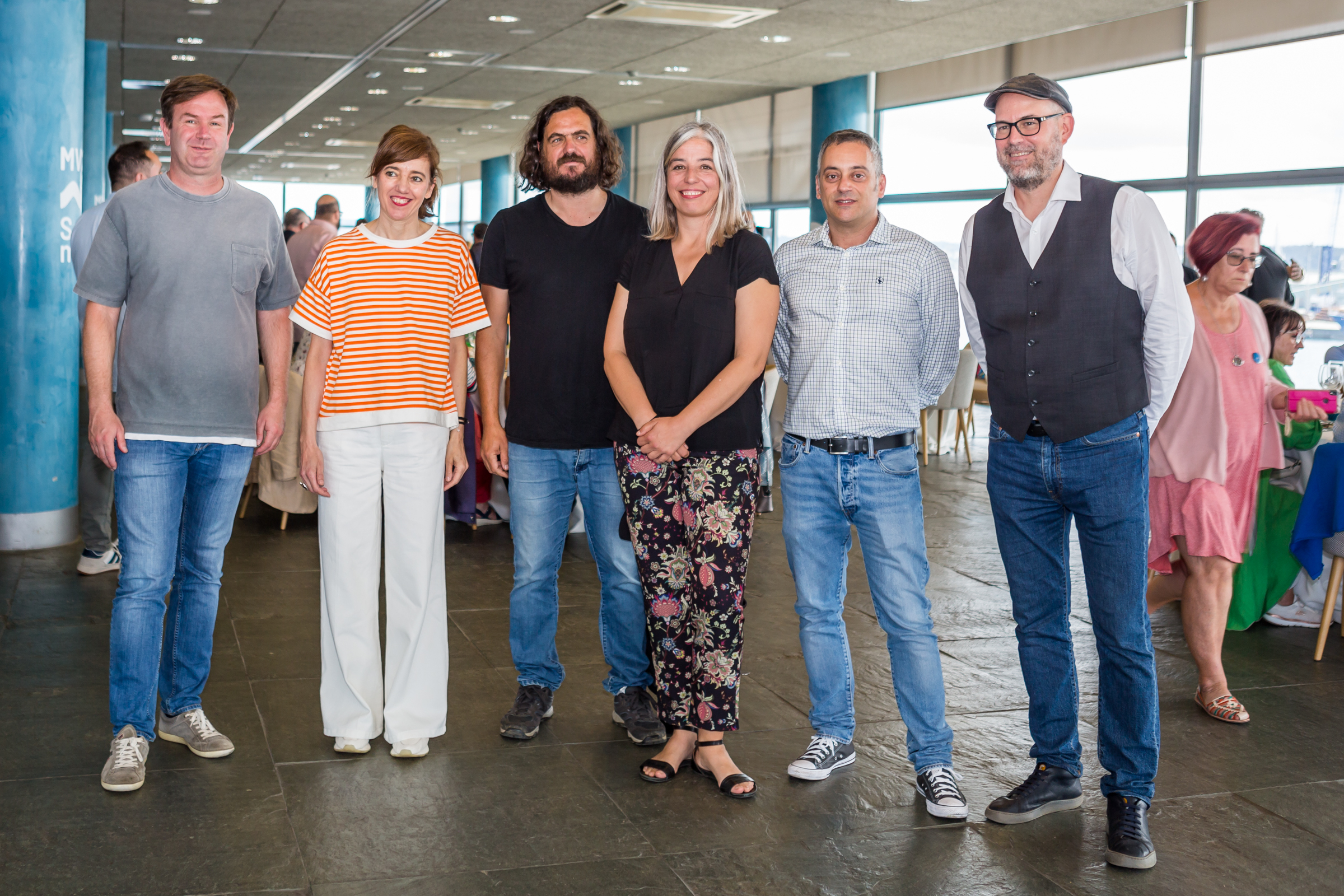
Benito Portela, Marta Lois, Antón Sánchez García, María García Gómez, Julio Ferreiro i Martiño Noriega el 2022.

És membre de Compostel·la Oberta i regidora de l'Ajuntament de Santiago de Compostel·la, on va ocupar la cartera d'Igualtat, Desenvolupament Econòmic i Turisme la legislatura 2015-2019.
Va saltar a l'atenció de la política espanyola quan, a finals de maig de 2023, Yolanda Díaz la va nomenar presidenta del Moviment Sumar, partit instrumental dins de la coalició Sumar.